# Netzwirtschaften & Recht
Die Netzwirtschaften & Recht (N&R) ist eine Zeitschrift für Praktiker, die sich allen Fragen der Regulierung sowie deren wettbewerbs- und kartellrechtliche Probleme widmet. Thematisiert werden die Bereiche Energie, Telekommunikation, Wasser, Gas, Bahn und Post.

## Zielgruppe
Die N&R richtet sich an Rechtsanwälte, Unternehmer und Wissenschaftler, die sich mit den rechtlichen Aspekten in Bezug zu Netzwirtschaften beschäftigen.

## Inhalt
Die N&R veröffentlicht Aufsätze und Abhandlungen zu aktuellen Themen des Rechts der Netzwirtschaften, wie Energie, Telekommunikation, Wasser, Gas, Bahn und Post. Darüber hinaus werden wichtige Urteile des Bundesgerichtshofes oder des Bundesverwaltungsgerichtes veröffentlicht und kommentiert, soweit sie für das Fachgebiet von Bedeutung sind.

## Autoren
Autoren der N&R sind Experten aus dem Bereich des Rechts der Netzwirtschaften, zumeist Universitätsprofessoren oder Spezialisten aus Kanzleien und Unternehmen, die im Fachgebiet tätig sind.

## Erscheinungsweise/Herausgeber
Die N&R erscheint sechsmal jährlich. Geschäftsführender Herausgeber ist Christian Koenig. Dem wissenschaftlichen Beirat der N&R gehören Jürgen Basedow, Ulrich Ehrike, Torsten J. Gerpott, Ludwig Gramlich, Stephan Hobe, Bernd Holznagel, Christian Jung, Günter Knieps, Jürgen Kühling, Jürgen Salzwedel, Matthias Schmidt-Preuß, Christian Theobald, Ingo Vogelsang und Carl Christian von Weizsäcker an. Die Schriftleitung liegt beim Institut für das Recht der Netzwirtschaften, Informations- und Kommunikationstechnologie (IRNIK)
in Bonn.

## Verlag
Die N&R wurde vom Verlag Recht und Wirtschaft verlegt, dieser gehörte zur Verlagsgruppe Deutscher Fachverlag mit Sitz in Frankfurt am Main. Seit der Verschmelzung des Verlages Recht und Wirtschaft mit dem Deutschen Fachverlag im Januar 2012 wird die nunmehr von diesem direkt herausgegeben bzw. organisatorisch vom neuen Bereich Fachmedien Recht und Wirtschaft.